# Riccomassimo
Riccomassimo è una frazione del comune di Storo (TN), in Trentino-Alto Adige, insieme alle frazioni di Darzo, Lodrone e Ca' Rossa. Riccomassimo è composto da 38 abitanti. Si trova a circa 8 km da Storo (comune), ed è posto in posizione elevata ad un'altezza di 726 m s.l.m.. Riccomassimo è collegato da una stradina forestale alla borgata bresciana di Bagolino.
L'acqua della sorgente di Riccomassimo è stata premiata da specialisti nel settore come la migliore del Trentino. Questa acqua alimenta anche l'acquedotto di Storo.

## Storia
Le origini del paese di Riccomassimo vengono fatte risalire in un atto del 29 gennaio del 1442 col quale Lombardo Franzoni di Bagolino fu investito dei prati e boschi di quella medesima zona. Si narra infatti che il Lombardo conseguisse l'investitura dai nobili Lodron per aver salvato la vita ad un nobile signore inseguito dai alcuni bagossi (abitanti di Bagolino). Da qui è nota la leggenda di Riccomassimo, nella quale si narrano le imprese del boscaiolo Massimo; il quale per salvare il nobile conte Lodron fuggente inseguito dai bagossi, ricevette la promessa da questo di essere reso ricco in cambio della salvezza. Da qui il nome del paese Riccomassimo.

## Monumenti e luoghi d'interesse
La piccola chiesa di San Carlo Borromeo richiama l'influsso religioso lombardo, venne ricostruita nel 1727 dai Botturi, che probabilmente donarono anche la tela dell'unico altare e un calice d'argento. La chiesetta, restaurata nel 1933, serve oggi alla piccola comunità di 38 abitanti.

## Galleria d'immagini

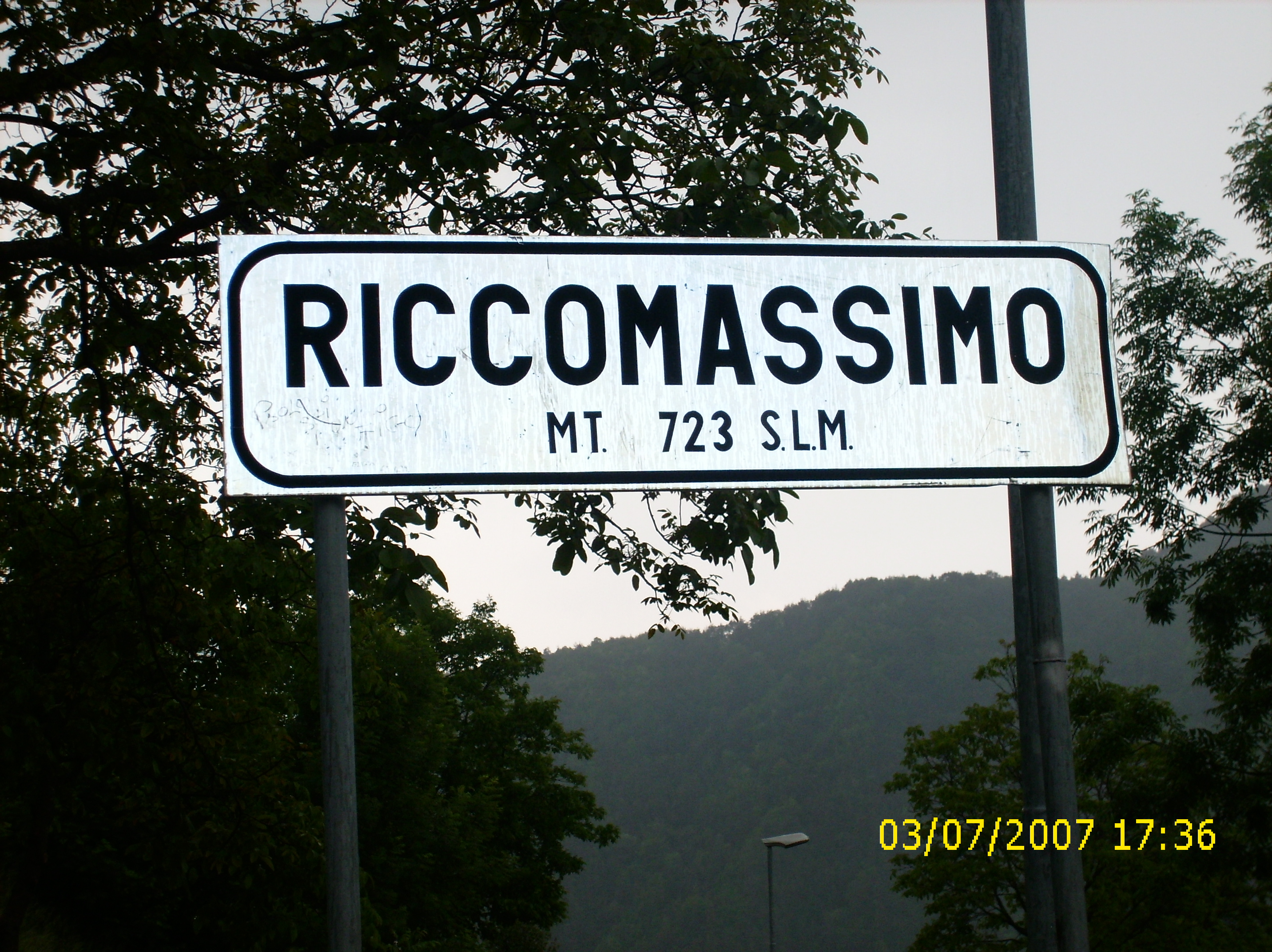
Cartello del paese di Riccomassimo
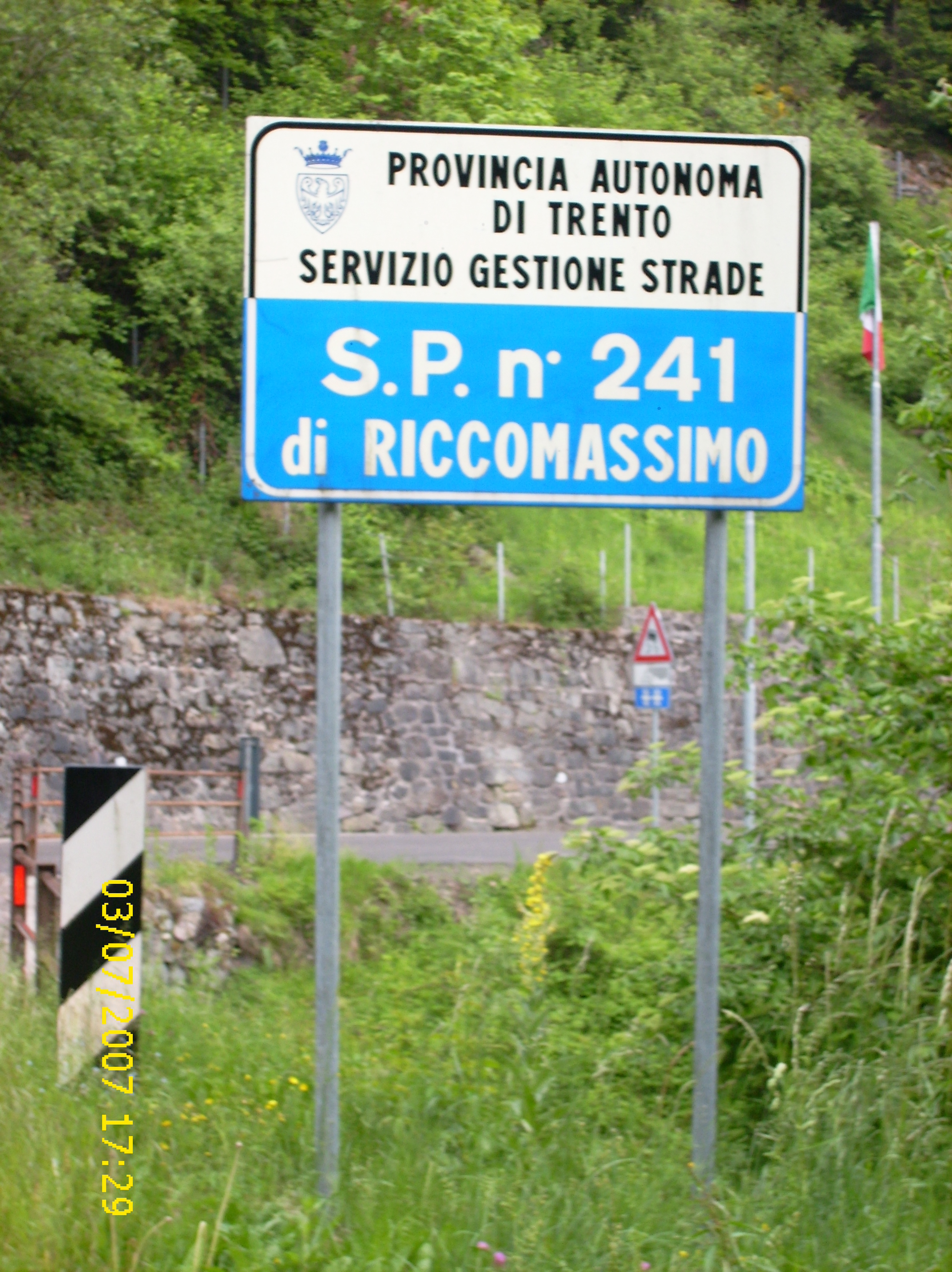
cartello provinciale
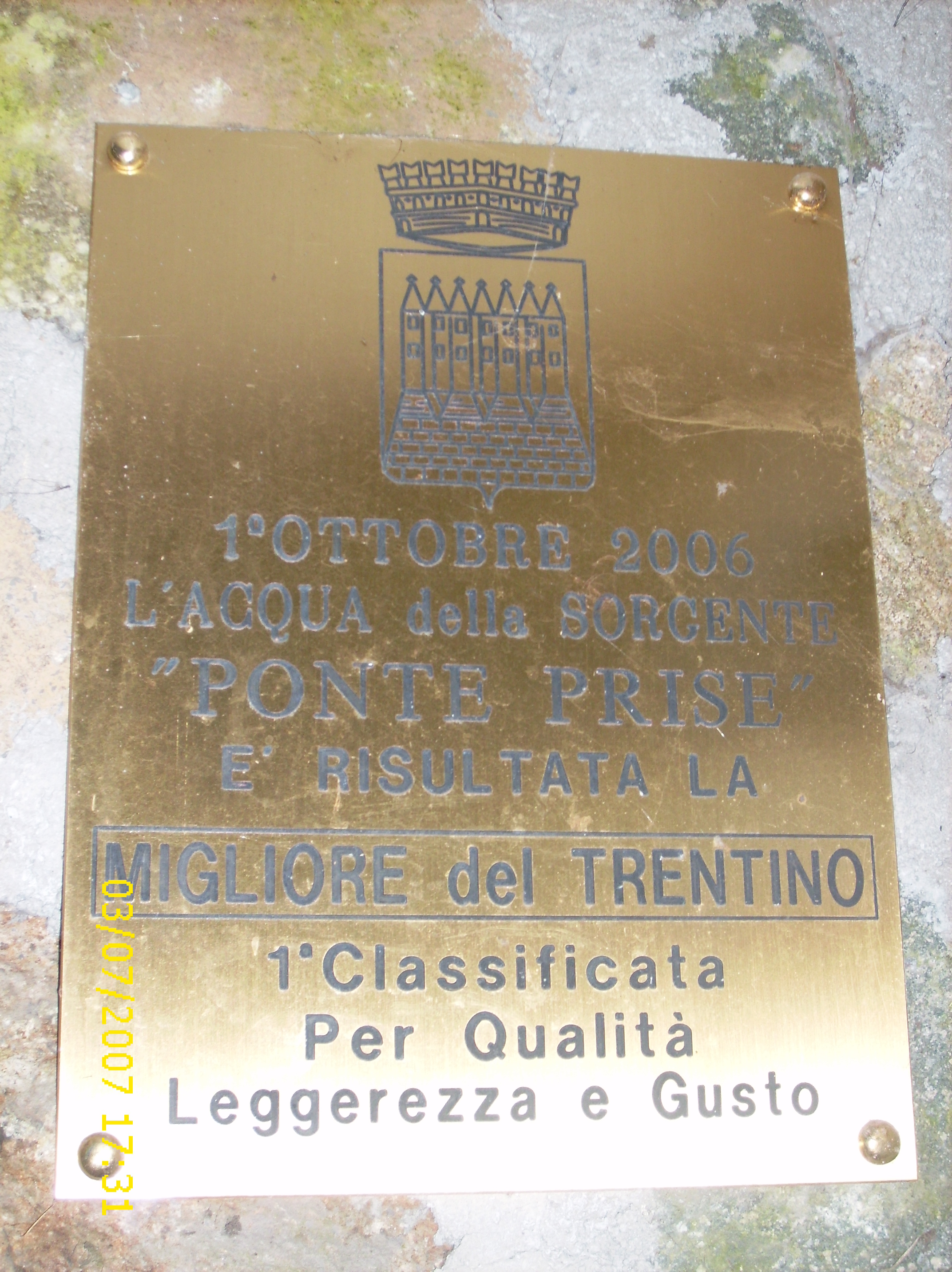
Targa miglior acqua
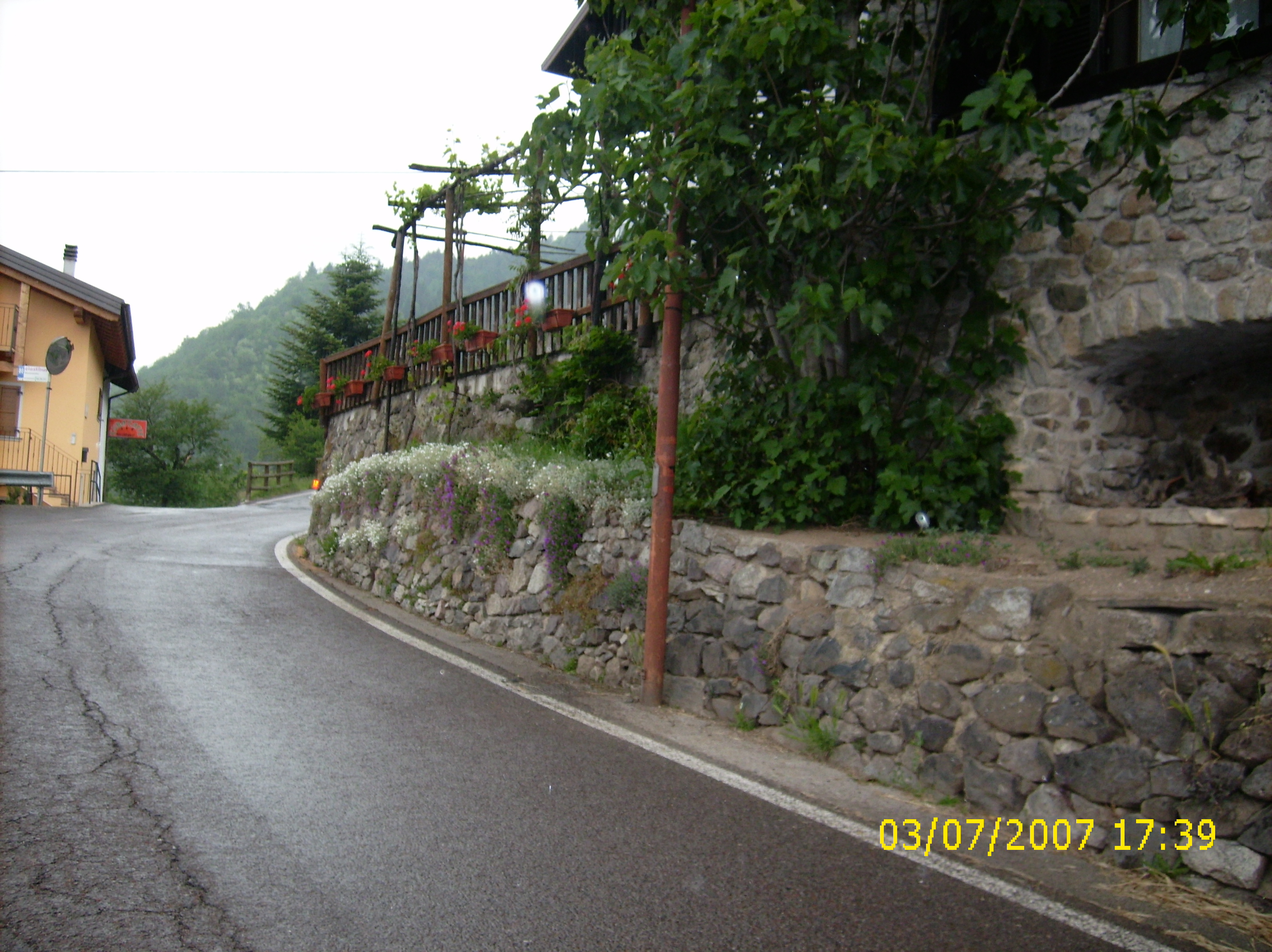
scorci del paese